# 座間市消防本部
座間市消防本部（ざまししょうぼうほんぶ）は、神奈川県座間市の消防部局（消防本部）。管轄区域は座間市全域。

## 概要
- 消防本部：神奈川県座間市相武台1-48-1
- 管内面積：17.58km2
- 職員定数：149人
- 消防署1カ所、分署2カ所
- 主力機械（2020年4月1日現在）
  - 普通消防ポンプ自動車：4
  - 水槽付消防ポンプ自動車：1
  - はしご付消防自動車：2
  - 化学消防自動車：1
  - 高規格救急自動車：5
  - 指揮車：1
  - 指令車：1
  - 救助工作車：1
  - 広報車：3
  - 資機材搬送車：2
  - その他：14

【主力機械に関する参考文献：令和2年版消防年報（座間市消防本部）】

## 沿革
- 1967年
  - 4月1日 座間町消防本部を設置する。
  - 10月1日 座間町消防署を設置する。
- 1970年 - 座間町消防本部庁舎が完成する。
- 1971年11月1日 - 市制を施行し座間市となる。座間市消防本部・座間市消防署に改称する。
- 1979年4月1日 - 東分署を開設する。
- 1984年4月1日 - 北分署を開設する。

【参考文献：平成10年度神奈川県消防年報（神奈川県防災局防災消防課）】
- 2018年2月13日 - 座間市消防本部庁舎、相武台一丁目48番1号の地へ移設、運用開始。旧庁舎は座間市総合防災備蓄倉庫となる。

## 組織
- 本部 - 消防総務課、予防課
- 消防署 - 消防管理課、第1警備課、第2警備課

## 消防署
| 消防署       | 住所         | 分署                              |
| ------------ | ------------ | --------------------------------- |
| 座間市消防署 | 相武台1-48-1 | 東：東原2-7-11 北：相模が丘4-2-48 |